# Lärandetorg
Lärandetorg, är en lärandemiljö med stora tillgängliga elektroniska informationsresurser och ofta även särskilt utbildad personal. Den fysiska inredningen är i regel flexibel på ett sätt som tillåter såväl självstudier och informationssökning som grupparbeten, presentationer och andra kunskapsmöten. Lärandetorg (engelska: ”learning commons”) har utvecklats av universitets- och högskolebibliotek främst i USA sedan första hälften av 1990-talet, inledningsvis ofta under namnet ”information commons”. Efter hand har konceptet hittat fastare former och termen ”learning commons” har fått internationell spridning.
Sveriges första renodlade lärandetorg invigdes 1 december 2016, och drivs av Chalmers bibliotek i Kuggen, Göteborg.